# شو هونگژی
شو هونگژی (انگلیسی: Xu Hongzhi؛ زادهٔ ۲۶ سپتامبر ۱۹۹۶) اسکیت‌باز سرعت اهل چین است.